# Eupithecia isotenes
Eupithecia isotenes là một loài bướm đêm trong họ Geometridae.